# Диарилпиримидины

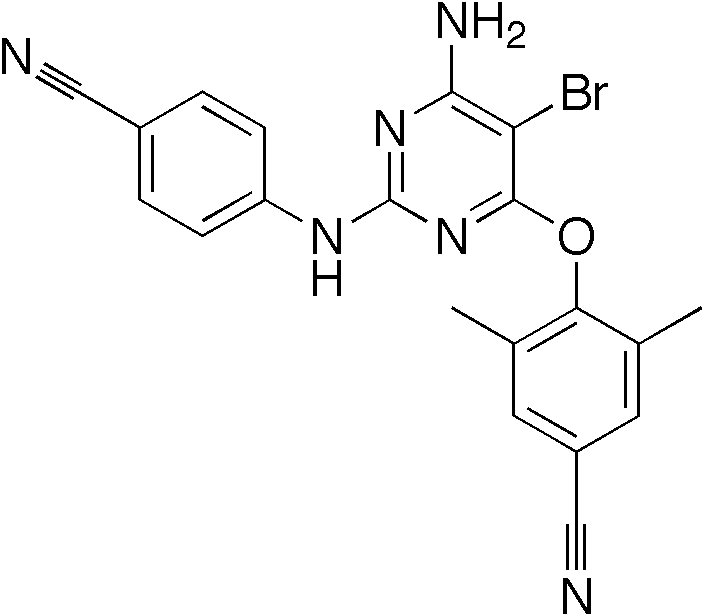
Химическая структура Этравирина

Диарилпиримидины (DAPY) и диарилтриазины (DATA) представляют собой два тесно связанных класса молекул, напоминающих пиримидиновые нуклеотиды, обнаруженные в ДНК. Они показывают большую эффективность в подавлении активности обратной транскриптазы ВИЧ. Некоторые соединения этого класса представляют собой ненуклеозидные ингибиторы обратной транскриптазы, используемые в клинической практике при лечении ВИЧ/СПИДа, особенно этравирин и рилпивирин.